# Christian Girschner
Christian Friedrich Johann Girschner, född 1794 i Spandau, död 1860 i Libourne, departementet Gironde, var en tysk organist.
Girschner var professor vid konservatoriet i Bryssel. Bland hans elever märks Jacques-Nicolas Lemmens och Alphonse Mailly. Girschner gjorde sig ett namn även som tonsättare genom sina körer för mansröster.